# Kvakovce
Kvakovce es un municipio del distrito de Vranov nad Topľou en la región de Prešov, Eslovaquia, con una población estimada a final del año 2024 de 456 habitantes.
Se encuentra ubicado en el centro-sur de la región, cerca del río Topľa (cuenca hidrográfica del río Tisza) y de la frontera con la región de Košice.

## Demografía
| Año        | 1994 | 2004    | 2014     | 2024     |
| ---------- | ---- | ------- | -------- | -------- |
| Población  | 474  | 454     | 523      | 456      |
| Diferencia |      | −4,21 % | +15,19 % | −12,81 % |

| Año        | 2023 | 2024    |
| ---------- | ---- | ------- |
| Población  | 444  | 456     |
| Diferencia |      | +2,70 % |